# لي شواي (لاعب كرة قدم)
لي شواي (بالصينية: 李帅) هو لاعب كرة قدم صيني في مركز الدفاع، ولد في 18 يونيو 1995 في شنيانغ في الصين. لعب مع داليان ييفانغ.

## وصلات خارجية
- لي شواي (لاعب كرة قدم) على موقع قاعدة بيانات كرة القدم.إي يو (الإنجليزية)
- لي شواي (لاعب كرة قدم) على موقع Soccerway.com (الإنجليزية)